# Yvon Biefnot
 (juillet 2017).
Si vous disposez d'ouvrages ou d'articles de référence ou si vous connaissez des sites web de qualité traitant du thème abordé ici, merci de compléter l'article en donnant les références utiles à sa vérifiabilité et en les liant à la section « Notes et références ».
Pour les articles homonymes, voir Biefnot.
Yvon L.E. Biefnot, né le 28 février 1936 à Ghlin est un homme politique belge wallon, membre du PS.
Il fut fonctionnaire provincial du Hainaut. Président de l'Intercommunale d'œuvres sociales du Borinage.
Président du groupe socialiste (PS) du Conseil de la Communauté française.  Membre de l'Assemblée parlementaire du Conseil de l'Europe et de l'Assemblée de l'Union de l'Europe occidentale.
Il fut président du parlement wallon du 13 mars 1997 au 13 juin 1999 à la suite de la démission de Guy Spitaels. 

## Carrière politique
- conseiller communal de Wasmes (1971-1976)
  - échevin de la Culture (1971-1976)
- conseiller communal de Colfontaine (1977-2006)
  - échevin de la Culture (1977-1982)
  - bourgmestre (1983-2003)
- député du 17 avril 1977 au 12 avril 1995
  - membre du Conseil régional wallon (1980-1995)
- député wallon du 6 juin 1995 au 21 mai 1999
  - Président du Parlement wallon (1997-1999)

## Distinctions
- Officier de l'Ordre de Léopold.